# U-Bahnhof Ana Rosa

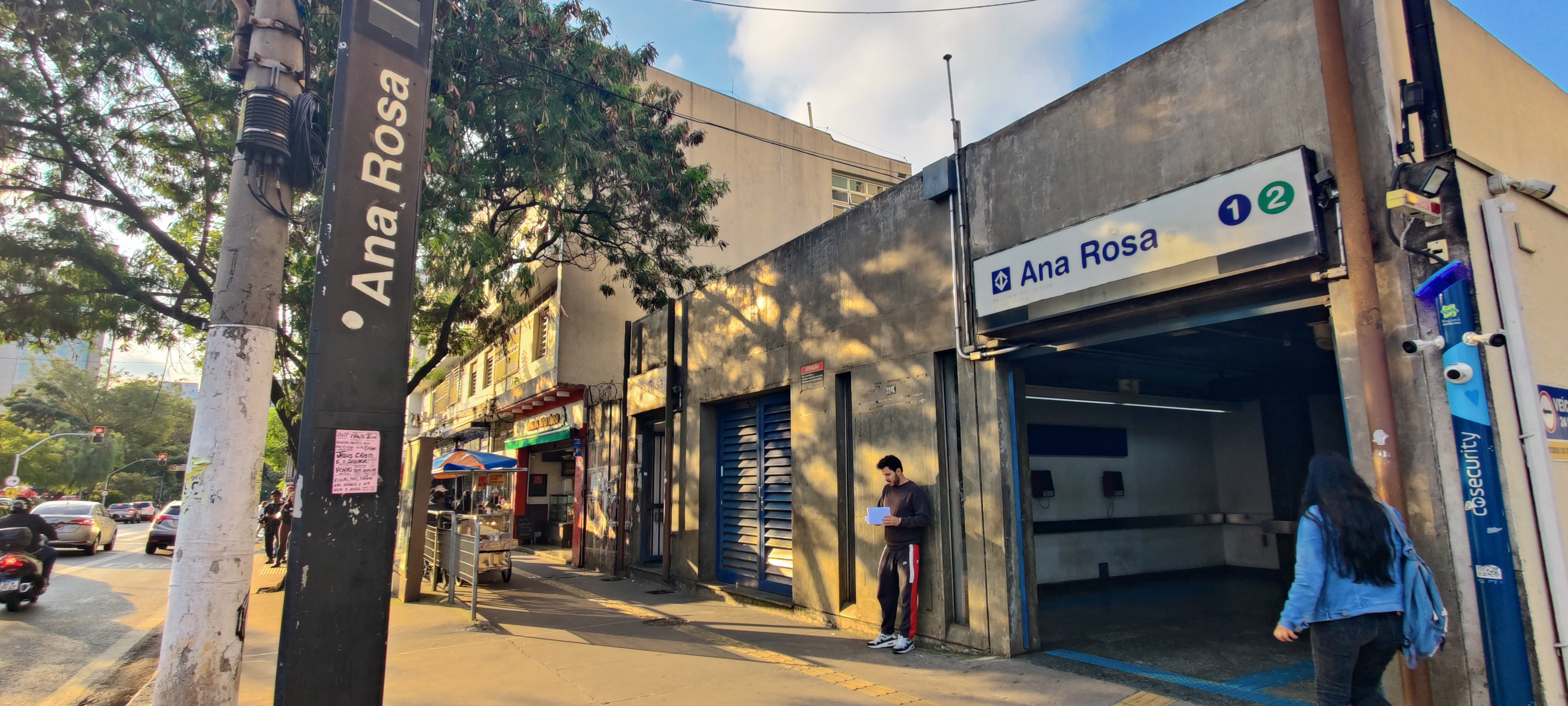
Eingang zum U-Bahnhof Ana Rosa

Ana Rosa ist ein U-Bahnhof der Linha 1-Azul und Linha 2-Verde der Metrô São Paulo, des U-Bahn-Netzes der brasilianischen Metropole São Paulo. Der unterirdische Bahnhof befindet sich unterhalb der Straßenkreuzung Rua Vergueiro / Rua Doutor José de Queirós Aranha / Largo Dona Ana Rosa im Stadtteil und Distrikt Vila Mariana. Der U-Bahnhof der Linha 1-Azul wurde am 17. Februar 1975 eröffnet, der U-Bahnhof der Linha 2-Verde am 12. September 1992.
Die Nachbarbahnhöfe entlang der Linha 1-Azul sind Vila Mariana (in Richtung Süden) und Paraíso (in Richtung Norden). Die Nachbarbahnhöfe entlang der Linha 2-Verde sind Chácara Klabin (in Richtung Süden) und ebenfalls Paraíso (in Richtung Norden).

## Geschichte

### Bau des U-Bahnhofes der Linie 1

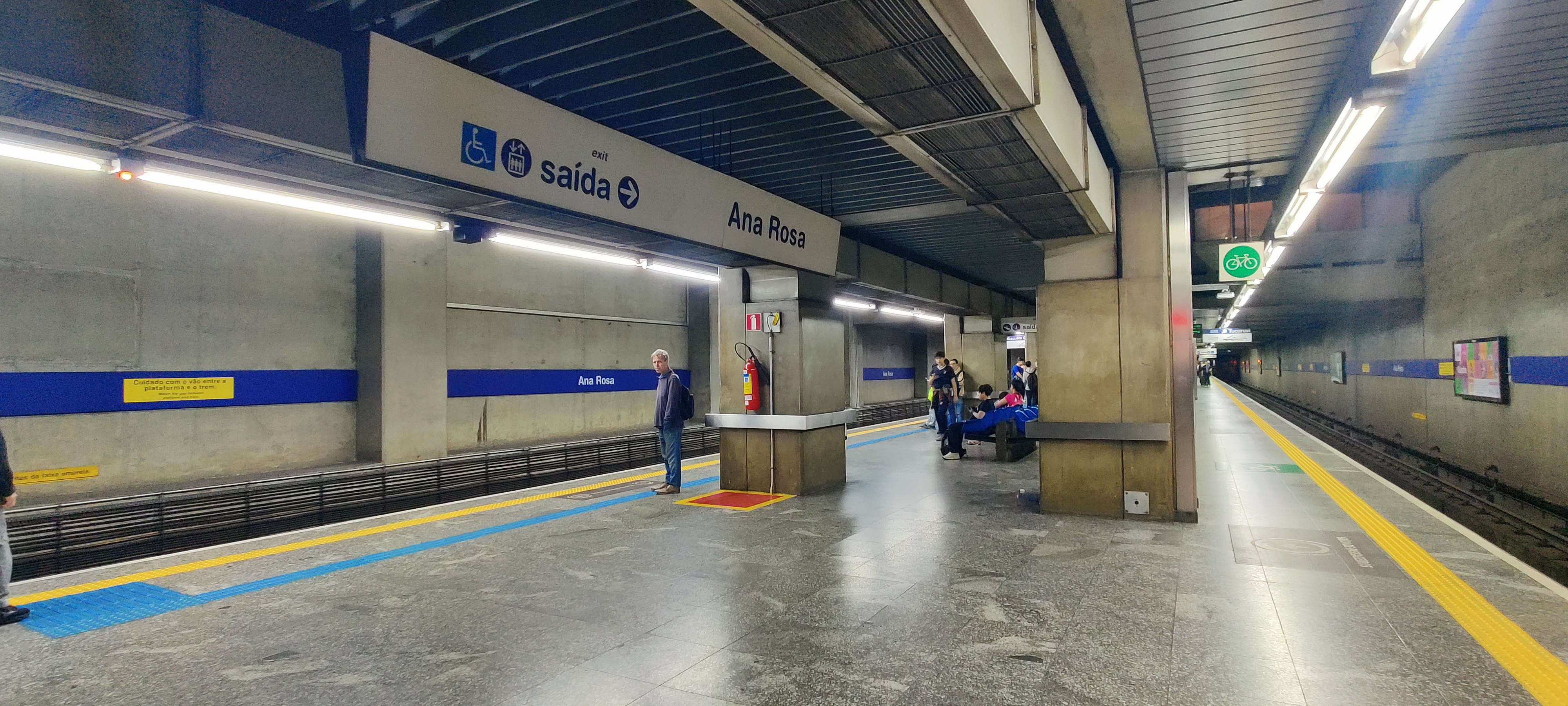
Blick auf den Bahnsteig der Linie 1 – eine der drei Bahnhöfe der Linie mit einem Mittelbahnsteig.

Der U-Bahnhof Ana Rosa wurde im Rahmen des „HMD-Plans“ von 1968 (Karte) – der ersten Machbarkeitsstudie für die Metrô São Paulo des Bau-Konsortiums der Unternehmen Hochtief, Montreal und Deconsult – als Umsteigebahnhof konzipiert, der zwei bedeutende Metrô-Linien der Stadt São Paulo miteinander verbinden sollte: die Nord-Süd-Linie (Santana–Jabaquara, heute Linha 1-Azul) und die geplante Ost-West-Linie (Vila Madalena–Paulista, heute Linha 2-Verde). Ziel war es, eine funktionale und betriebliche Ergänzung zum benachbarten U-Bahnhof Paraíso zu schaffen, der als Hauptknotenpunkt des Netzes vorgesehen war.

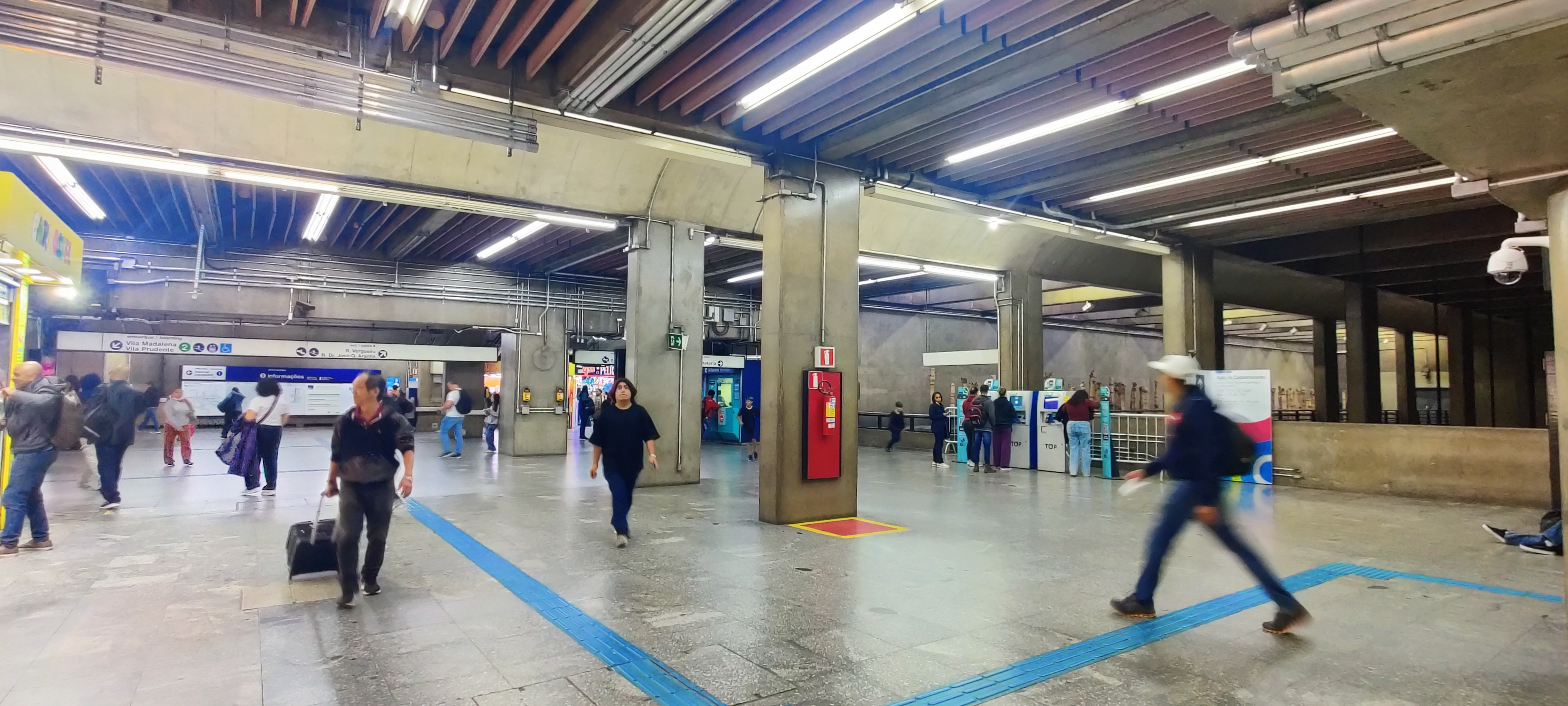
Blick auf das (heutige) Zwischengeschoss des U-Bahnhofes Ana Rosa – bereits bei der Planung des ersten U-Bahnhof war der Ausbau zu einem Umsteigebahnhof zwischen beiden Linien vorgesehen

Der Architekt Marcello Fragelli des Bau-Konsortiums HMD war für die Planung des U-Bahnhofes Ana Rosa (wie auch der anderen ersten Bahnhöfe der Strecke) verantwortlich, Silvio Heilbut war dabei unterstütztend tätig. Die bauliche Ausführung des Bahnhofes Ana Rosa war in zwei Phasen vorgesehen: Zunächst sollte der Bahnhof nur die Linie 1 bedienen, wobei bereits planerisch die spätere Anbindung der zweiten Linie berücksichtigt wurde. Die technische Besonderheit lag in der Anordnung zweier paralleler Mittelbahnsteige auf gleichem Niveau, verbunden durch ein oberes Zwischengeschoss, das den Umstieg zwischen den Linien ermöglichen sollte. Dies stellte eine Alternative zum übereinander angeordneten Bahnsteiglayout des Nachbarbahnhofs Paraíso dar, mit dem Vorteil geringerer Aushubtiefe und einer einfacheren Bauausführung. Nachteilig war hingegen, dass Fahrgäste den Höhenunterschied zwischen den Bahnsteigen über das Zwischengeschoss zweimal überwinden mussten – ein Umstand, der auch eine Verdopplung der vertikalen Zugänge erforderte.

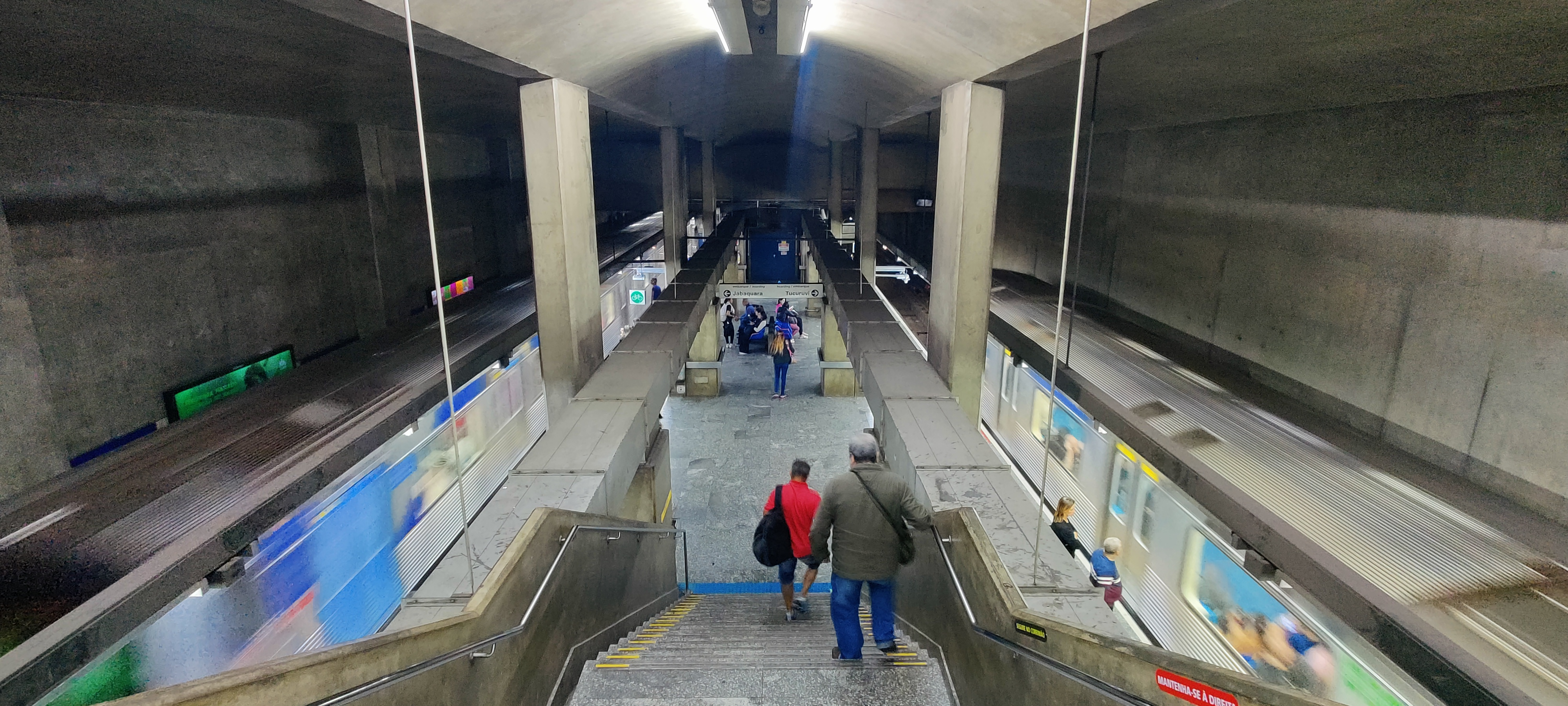
Aus Kostengründen verzichtete der verantwortliche Architekt Marcello Fragelli auf die ursprünglich geplante deckenfreie Konstruktion, stattdessen entwarf er zwei Stützenreihen.

Die Bauarbeiten des ersten U-Bahnhofs („Ana Rosa I“) begannen in offener Bauweise und schlossen an den südlich benachbarten U-Bahnhof Vila Mariana an. Der U-Bahnhof Ana Rosa wurde am 14. September 1975 mit dem Streckeabschnitt zwischen Vila Mariana und Liberdade eröffnet – ein Jahr nach der Inbetriebnahme des ersten Streckenabschnitts zwischen Jabaquara und Vila Mariana. Der Höhenunterschied zwischen Bahnsteig und Zwischengeschoss beträgt 4,16 Meter, ein Maß, das auch bei anderen Stationen der Linie 1 Anwendung fand.
Während der Vorentwurf eine deckenfreie Konstruktion mit bogenförmigen Rippen vorsah, verzichtete Fragelli aus wirtschaftlichen Gründen auf diese komplexere Lösung. Stattdessen wählte er die Lösung mittig auf dem Bahnsteig Y-förmige Pfeilerpaare zu errichten, zwischen denen die Treppenläufe zur oberen Ebene eingefügt wurden. Diese Anordnung führte zu einer weniger klaren architektonischen Linienführung, ermöglichte jedoch einen besser gelenkten Fahrgastfluss.

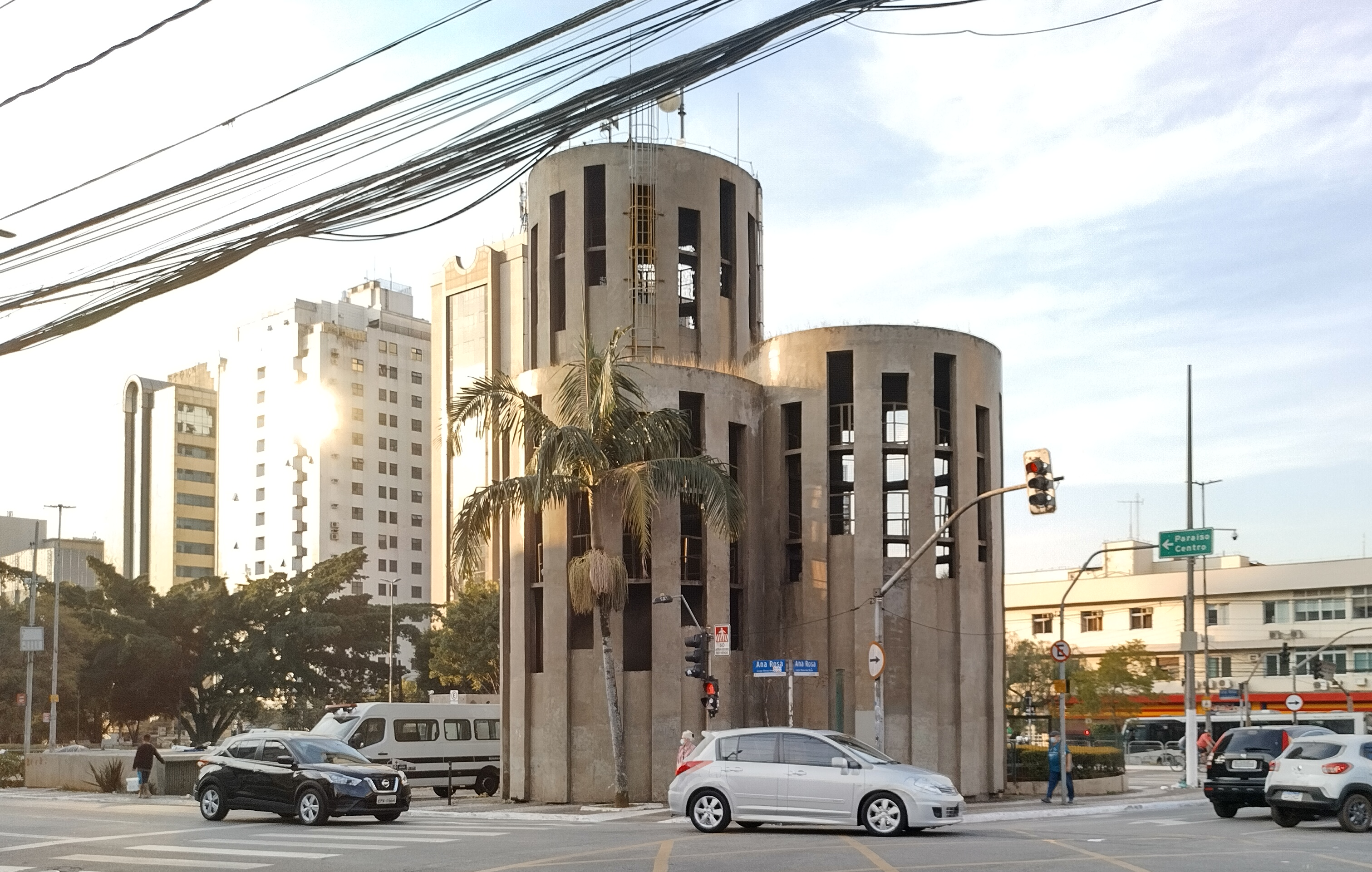
Belüftungstürme des U-Bahnhofes auf dem Largo Dona Ana Rosa

Die Umgebung der Station wurde ebenfalls städtebaulich angepasst: Grundstücke entlang der Rua Vergueiro wurden enteignet, um Platz für eine neue vierspurige Verkehrsachse mit Mittelstreifen zu schaffen (Rua Vergueiro). Der Largo Dona Ana Rosa wurde umgestaltet, mit neuen Pflasterungen, Aufenthaltsbereichen und markanten Belüftungstürmen, die vom Architekten Marcello Fragelli als skulpturale Betonelemente konzipiert wurden. Fragelli beschreibt sie wie folgt

„[…] Die Luftverschmutzung machte hohe Öffnungen erforderlich, um die belastete Luft, vermischt mit den Abgasen der Busse, abzuleiten. Ich versuchte daher, sie in ausdrucksstarke Betontürme zu verwandeln – Variationen eines einzigen skulpturalen Motivs. Obwohl es gerade mein Ziel war, ein ästhetisch ansprechendes Element zu schaffen, das den rein funktionalen Charakter dieser Bauwerke abmildert, stießen diese Eingriffe bei Kollegen, die ich sehr schätze – wie etwa Carlos Lemos –, auch auf Kritik.“

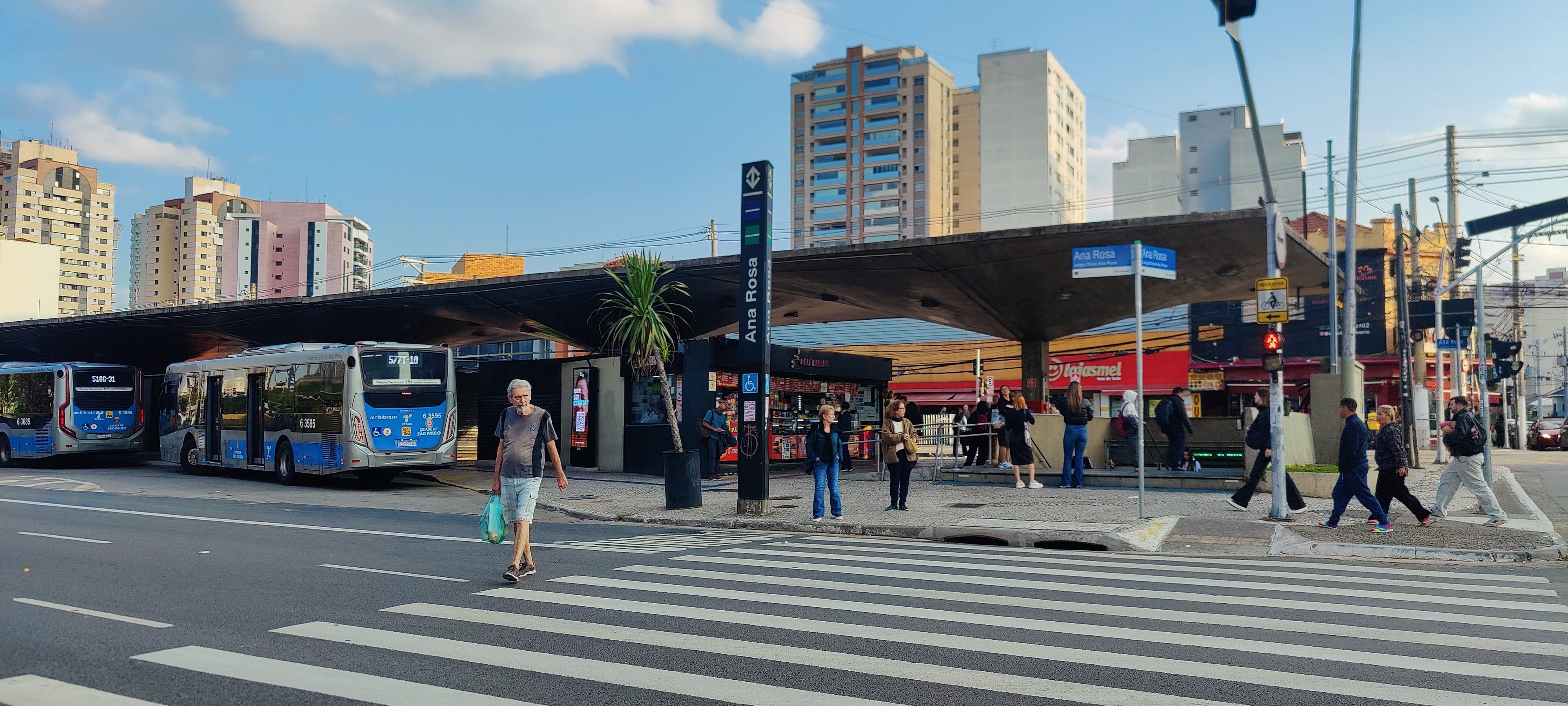
Zusammen mit dem U-Bahnhof wurde auch ein städtischer Busbahnhof in der Mitte der Avenida Vergueiro errichtet, verbunden mit einem direkten Zugang

Der darüber liegende Platz – Largo Dona Ana Rosa – war dementsprechend auch Namensgeber des U-Bahnhofes. Benannt ist der Platz nach Ana Rosa de Araújo Galvão (1787–1860), eine São Pauloer Philantropin und Mäzenin, die ihr Erbe für die Gründung des Instituts Dona Ana Rosa spendete, das sich um Waisenkinder kümmert. Das Institut befand sich bis zu den 1940er Jahren in der Nähe des heutigen U-Bahnhofes, zog jedoch bereits 1949 nach Vila Sônia.
Zusammen mit dem ersten U-Bahnhof wurde unmittelbar darüber ein städtischer Busbahnhof mit direktem Zugang errichtet, der die Vernetzung mit dem Busnetz sichern sollte. Die Überdachung des Busbahnhofs, bestehend aus invertierten, hyperbolisch-paraboloiden Betonelementen, galt als architektonisch ambitioniert. Heute ist der Busbahnhof an seine Kapazitätsgrenzen gelangt, sodass Gehwege der umliegenden Straßen – insbesondere an der Avenida Conselheiro Rodrigues Alves und der Rua Vergueiro – als Verlängerung der Bussteige genutzt werden müssen.

### Bau des U-Bahnhofes der Linie 2

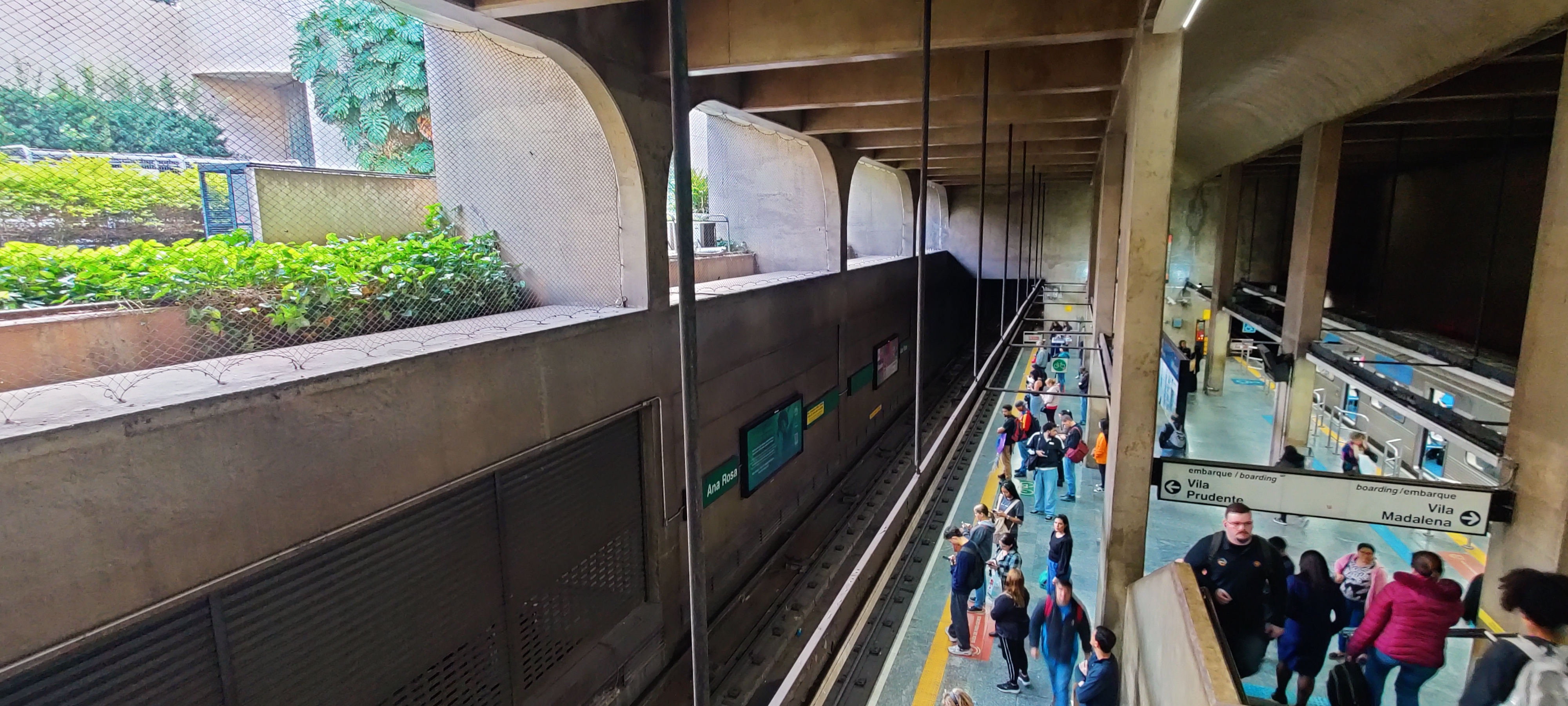
Blick auf südlichen Teil des Bahnsteigs der Linie 2: Im Zuge der Erweiterung Anfang der 1990er Jahre wurde auch der darüber darüberliegende Platz umgestaltet und Öffnungen zum U-Bahnhof errichtet

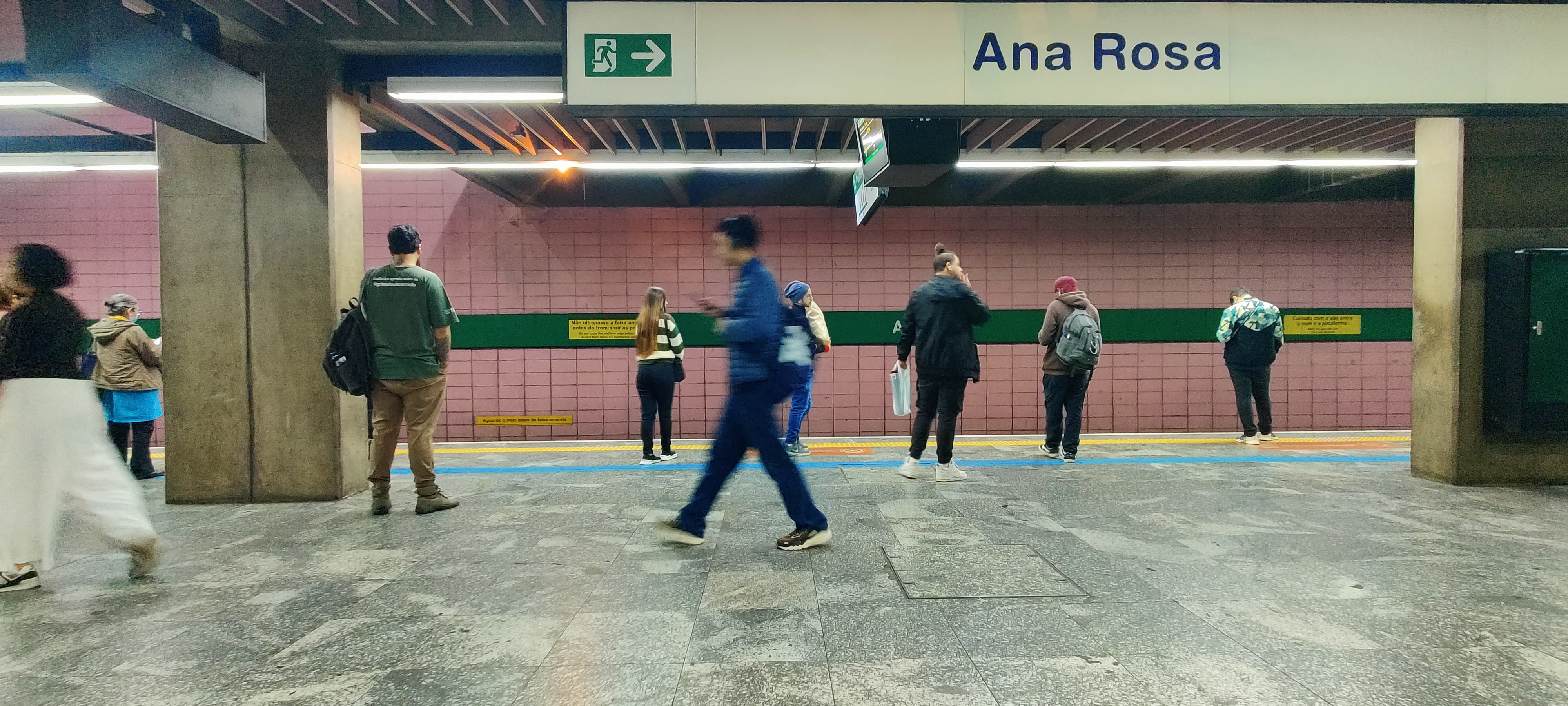
Blick auf den Bahnsteig der Linie 2 – der nördliche Teil des Bahnhofes ist mit rosafarbenen Fliesen ausgestaltet

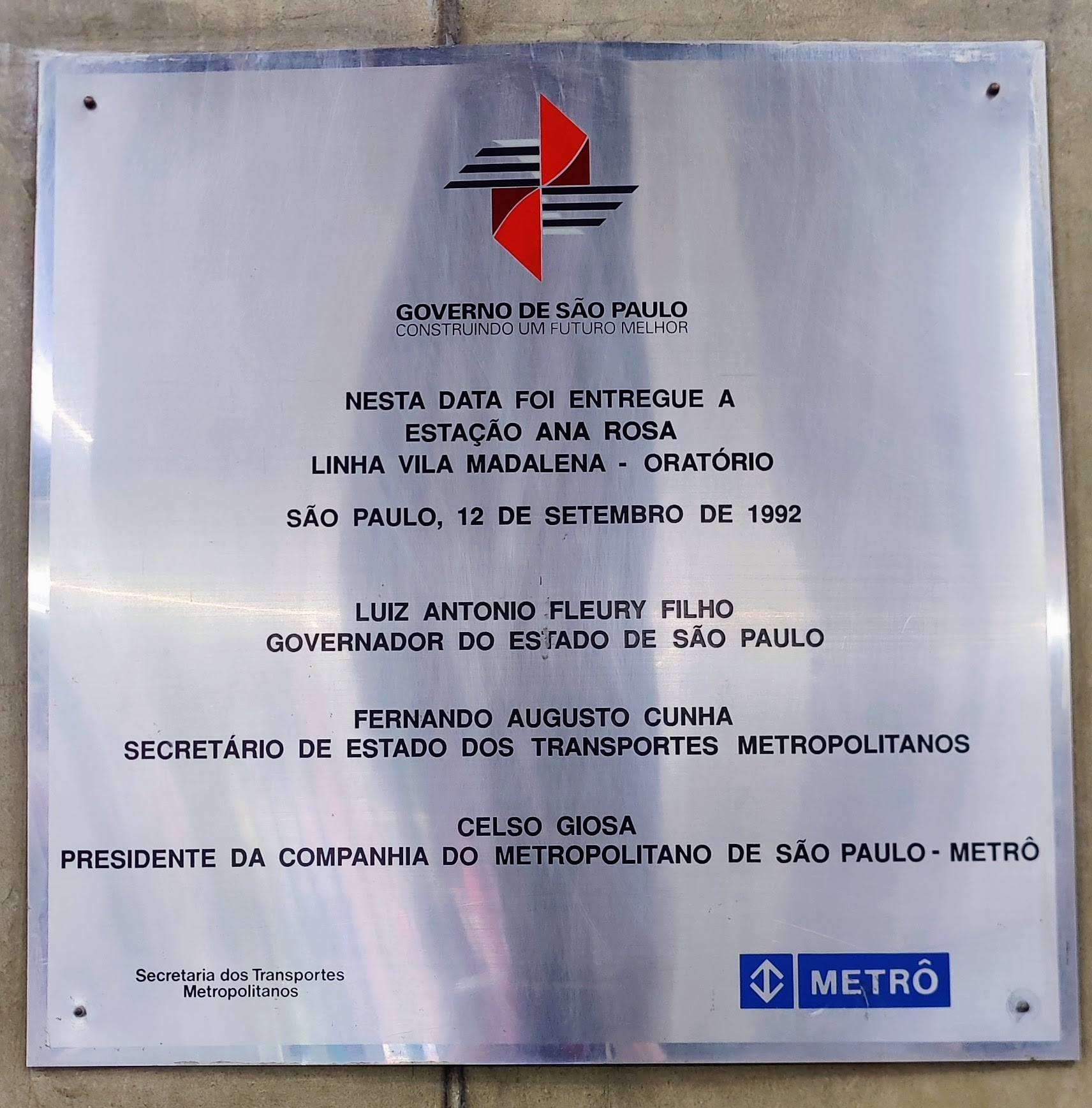
Eröffnungsplakette für den Bahnsteig der Linie 2

Fast zwei Jahrzehnte nach der Eröffnung des ersten Bahnhofsteils („Ana Rosa I“) begann Anfang der 1990er-Jahre der Bau der zweiten Stationseinheit, („Ana Rosa II“) zur Anbindung der „Paulista-Linie“ (heute Linha 2-Verde). Diese Erweiterung erforderte eine erneute Öffnung und Erweiterung des Untergrund: dabei wurde ein neuer Tunnelabschnitt zwischen Paraíso und Ana Rosa errichtet, der sich in Richtung Vila Mariana über rund 400 Meter bis zur Rua Carlos Petit erstreckt. Dieser Abschnitt beherbergt neben der eigentlichen Strecke auch Nebengleise zur Zugabstellung. Für die Planung der Erweiterung des U-Bahnhofes Ana Rosa war der Architekt Roberto McFadden verantwortlich, für die Bauausführung – neben der Betreibergesellschaft der Metrô – die Unternehmen Maubertec und Etep.
Trotz der langen Zeitspanne zwischen Planung und Umsetzung blieb das ursprüngliche architektonische Konzept weitgehend erhalten, da der Bahnhof bereits als Umsteigebahnhof geplant worden war. Die wichtigste funktionale Änderung gegenüber dem Vorentwurf war die Vergrößerung des Zwischengeschosses und der Einbau zusätzlicher Zugänge pro Bahnsteig. Gleichzeitig wurde die Trennwand zwischen den beiden Bahnhofsteilen jedoch beibehalten und nur im Bereich des Zwischengeschosses unterbrochen, wodurch die Bahnsteige beengt wirken. Rund zwei Drittel der Zwischengeschossfläche befinden sich hinter der Zugangssperren (Drehkreuzen). in dem sich die Hauptbewegungen der Fahrgäste abspielen. Die vertikale Erschließung wurde jedoch nicht symmetrisch ausgeführt: Rolltreppen sind ausschließlich für den Bahnsteig der Linie 1 vorhanden. Diese asymmetrische Erschließung gilt heute als Engpass bei den Umsteigebewegungen, insbesondere in den Stoßzeiten.
Mit der Erweiterung des U-Bahnhofes umfasst dieser inzwischen eine Gesamtfläche von 15.233 m², davon 9.220 m² der Linie 1 und 6.013 m² der Linie 2.
Im Zuge der Erweiterung des U-Bahnhofes wurde der darüberliegende Largo Dona Ana Rosa erneut umgestaltet. Es entstanden direkten Öffnungen zwischen Platz und dem U-Bahnhofteil der Linie 2, die der Belüftung und Beleuchtung des neuen Bahnsteigs sowie der technischen und betrieblichen Bereiche unter dem Platz dienten. Dadurch wurde die Aufenthaltsqualität der unterirdischen Ebenen deutlich verbessert – jedoch auf Kosten der Aufenthaltsqualität des Platzes.
Die Eröffnung der ersten Strecke der heutigen Linha 2-Verde zwischen den Bahnhöfen Consolação und Paraíso erfolgte am 25. Januar 1991. Die Erweiterung der Strecke um die Station Ana Rosa erfolgte am 12. September 1992 (gemeinsam mit der Eröffnung der Station Clínicas am nördlichen Ende der Strecke). 
Im Jahr 2024 nutzten durchschnittlich 77.000 Fahrgäste pro Werktag den Bahnhof, womit der Bahnhof zu den am meisten genutzten der Linie 1 uns 2 gehört.

### Künstlerische Ausgestaltung
1988 rief die Betreibergesellschaft der Metrô von São Paulo (Companhia do Metropolitano de São Paulo) das Programm „Arte no Metrô“ (Kunst in der Metrô) ins Leben. Mit Unterstützung einer Beratungskommission, der Vertreter verschiedener Kunstinstitutionen São Paulos angehörten, wurden Künstlerinnen und Künstler beauftragt, Werke zu schaffen, die dauerhaft in den U-Bahnhöfen der Stadt ausgestellt werden sollten. Im Zuge der Erweiterung des U-Bahnhofes Ana Rosa Anfang der 1990er Jahre, erhielt dieser zwei Kunstwerke, 1999 kam ein weiteres hinzu:
- Engates Laterais [Seitliche Verbindungen], von Glauco Pinto de Moraes, Gemälde (1992), Leinwand und Ölfarbe (1,90 × 2,40 m), auf dem Bahnsteig der Linha 2-Verde[6]
- Figuras [Figuren], Lygia Reinach, Skulptur (1992), gebrannter Ton, 80 Stück mit einer Höhe von 1,70 m, im Zwischengeschoss installiert[7]
- A Sagração da Primavera [Die Frühlingsweihe], Luiz Gonzaga Mello Gomes, Wandbild/Skulptur (1999) (2,20 × 4,50 m), im Zwischengeschoss installiert.[8]

Kunstwerke im U-Bahnhof Ana Rosa
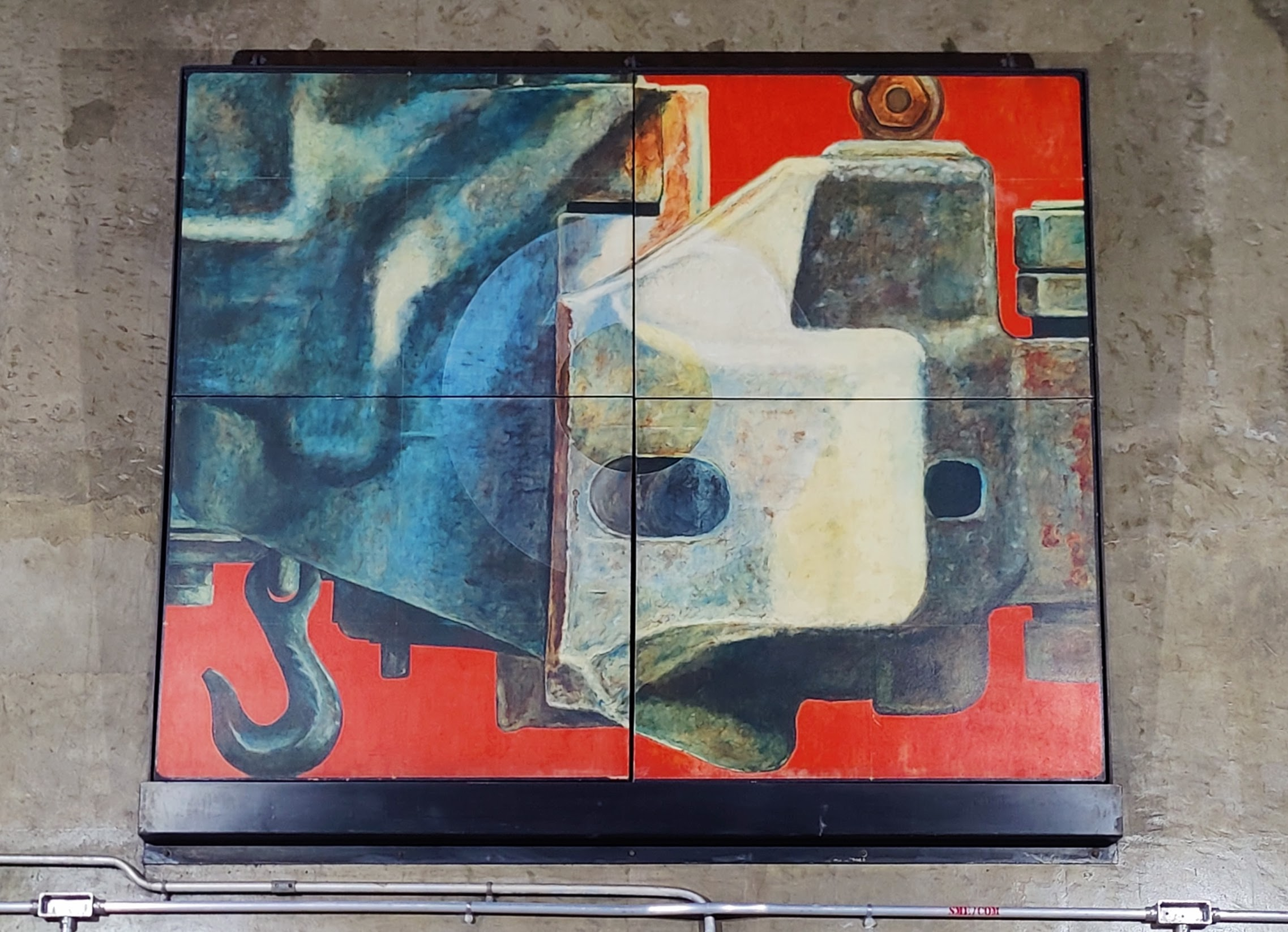
Engates Laterais von Glauco Pinto de Moraes
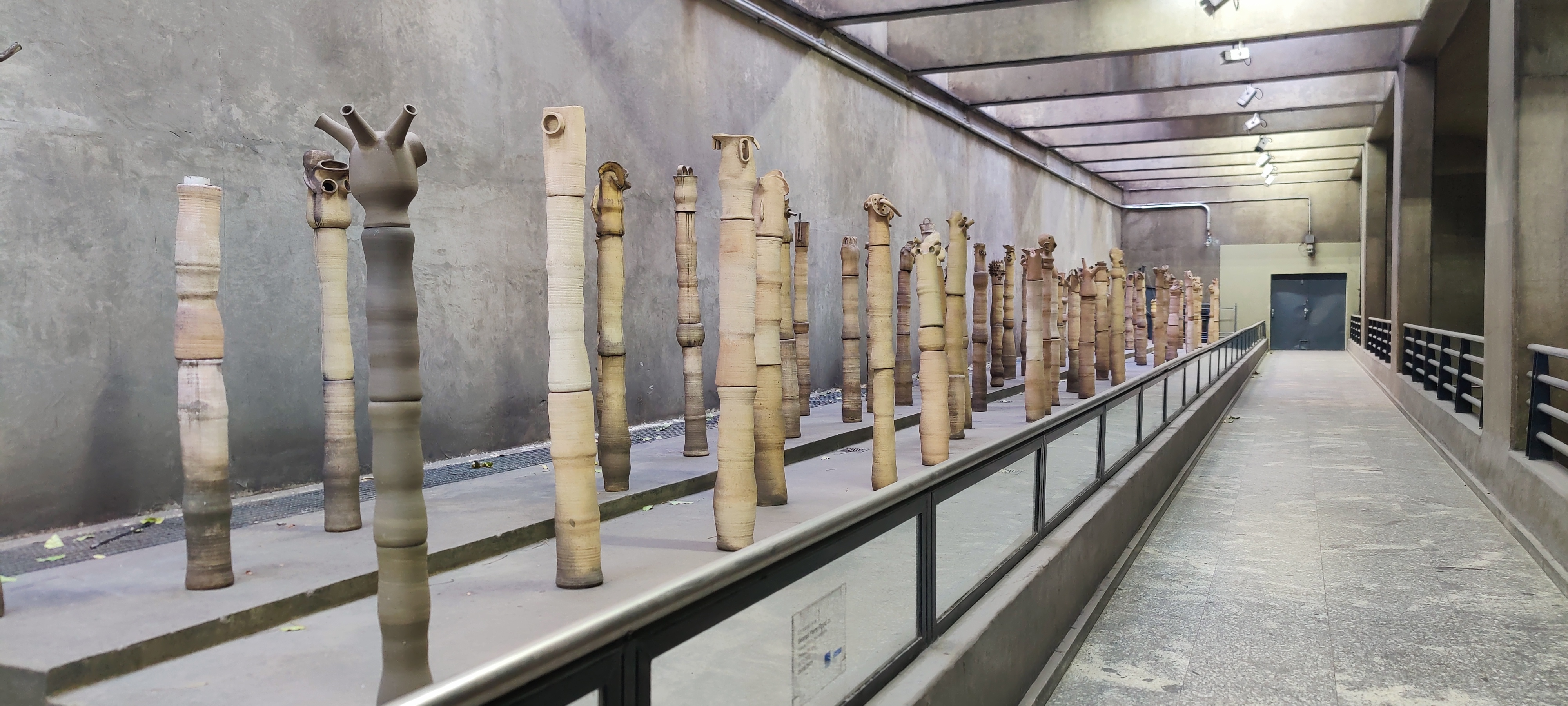
Figuras von Lygia Reinach
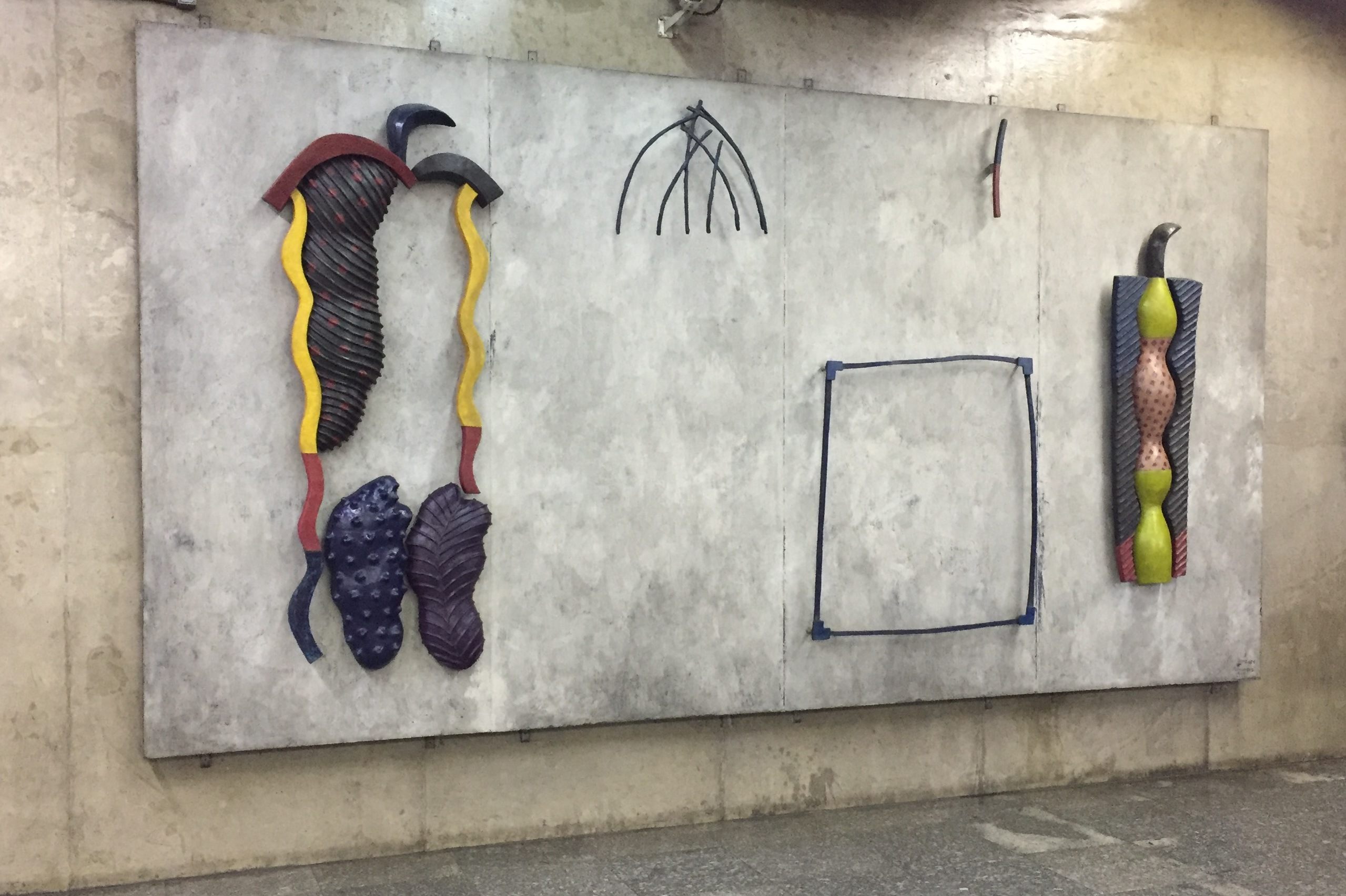
A Sagração da Primavera von Luiz Gonzaga Mello Gomes

### Ausbauplanungen
Mit der Eröffnung des U-Bahnhofes Tamanduateí der Linha 2-Verde mit Umsteigemöglichkeit zur Linha 10-Turquesa der CPTM im Jahr 2010 erlebte der U-Bahnhof Ana Rosa einen deutlichen Anstieg der Zahl der Umsteiger zwischen den Linien. Weitere Verlängerungen – Anschluss an die Einschiennenbahn der Linha 15-Prata, Verlängerungen nach Penha und Guarulhos – versprechen weiter steigende Fahrgast- und Umstiegszahlen am U-Bahnhof Ana Rosa.
Bis 2026 sollen alle U-Bahnhöfen der Stadt São Paulo mit Bahnsteigtüren ausgestattet werden; einschließlich des U-Bahnhofes Ana Rosa – zunächst die Bahnsteige der Linie 1, dann der Linie 2.
In den weiteren Ausbauplänen des Metrô-Netzes der Stadt São Paulo soll eine zukünftige Linie (bezeichnet als Linha 16-Violeta) zwischen Pinheiros (U-Bahnhof Oscar Freire) und Vila Formosa (Bahnhof Abel Ferreira) errichtet werden. Geplant ist eine Kreuzung der Linien 1 und 2 am Bahnhof Ana Rosa. Ein Baubeginn bzw. Fertigstellungsdatum dieser U-Bahnlinie ist bisher nicht abzusehen.

## Einzelnachweise

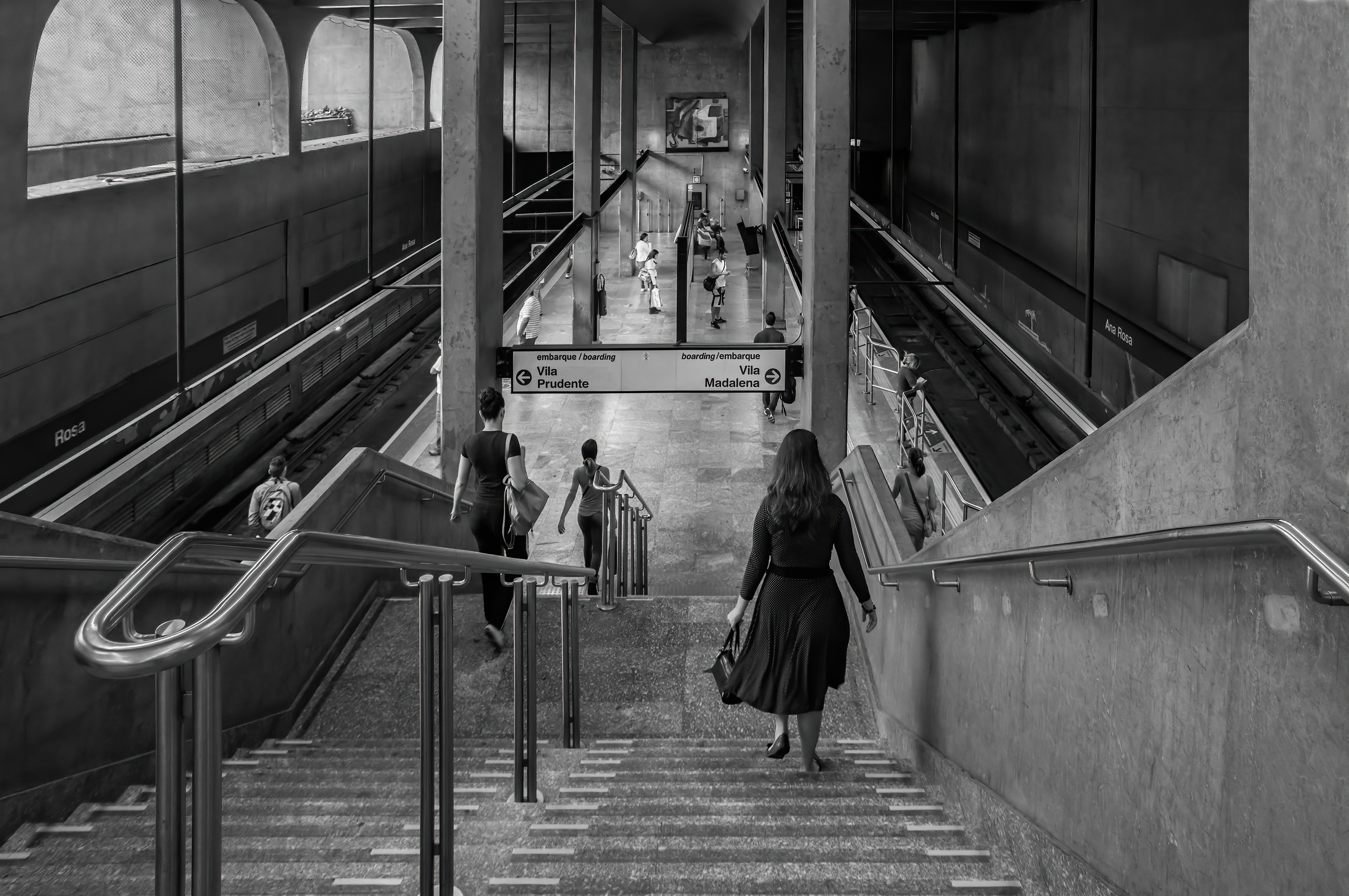
Blick vom Zwischengeschoss auf den Bahnsteig der Linie 2

## Verlauf
| Linie | Verlauf |
| ----- | --- |
|       | Tucuruvi – Parada Inglesa – Jardim São Paulo–Ayrton Senna – Santana – Carandiru – Portuguesa–Tietê – Armênia – Tiradentes – Luz – São Bento – Sé – Japão–Liberdade – São Joaquim – Vergueiro – Paraíso – Ana Rosa – Vila Mariana – Santa Cruz – Praça da Árvore – Saúde – São Judas – Conceição – Jabaquara |
|       | Vila Madalena – Sumaré – Clínicas – Consolação – Trianon–Masp – Brigadeiro – Paraíso – Ana Rosa – Chácara Klabin – Santos–Imigrantes – Alto do Ipiranga – Sacomã – Tamanduateí – Vila Prudente |